# Otakar Švorčík
Otokar Švorčík (ur. 7 grudnia 1886 w Pradze, zm. 18 września 1955 tamże) – szermierz reprezentujący Królestwo Czech oraz Czechosłowację, uczestnik igrzysk w Sztokholmie w 1912 roku, igrzysk w Antwerpii w 1920 roku oraz igrzysk w Paryżu w 1924 roku.

## Występy na igrzyskach olimpijskich

### Letnie Igrzyska Olimpijskie 1912
- szabla drużynowo - 4. miejsce

### Letnie Igrzyska Olimpijskie 1920
- szpada indywidualnie - odpadł w ćwierćfinale
- szpada drużynowo - 9. miejsce
- szabla drużynowo - 8. miejsce

### Letnie Igrzyska Olimpijskie 1924
- szabla drużynowo - 4. miejsce